# Riomalo de Arriba
Riomalo de Arriba (Riumalu d'Arriba en el dialecto extremeño local) es una aldea o alquería del concejo de Ladrillar, en la provincia de Cáceres, comunidad autónoma de Extremadura (España).

## Historia
En sus cercanías existen vestigios de la Edad de Piedra, con petroglifos (grabados en piedra) en rocas pizarrosas.
Durante el siglo XX destaca por la existencia de una antigua mina (clausurada a mediados de siglo) de la que se extraía principalmente azufre y níquel.
Más recientemente entra en la historia de España por la visita que en 1922 hiciera el Rey Alfonso XIII a la comarca, pasando por esta alquería.
Actualmente, como muchos emplazamientos de la zona se ha producido una gran despoblación que amenaza con la desaparición total de los habitantes.

## Extensión y Población
Se encuentra cerca del nacimiento del Río Ladrillar o también llamado río Malo cerca de la provincia de Salamanca.
En el año 1981 contaba con 69 habitantes, concentrados en el núcleo principal, pasando a 16 en  2008.

## Arquitectura popular
Su arquitectura corresponde a la típica construcción hurdana compuesta de pizarra y piedra. En sí es un conjunto de "arquitectura negra", el mejor conservado de la comarca de Las Hurdes. Con casas construidas de pizarra y con techos de "lanchas" que le confieren un singular aspecto. Entre las construcciones destaca su iglesia parroquial.

## Fiestas
Tradicionalmente celebraba en septiembre fiestas en honor de Santa Teresa de Jesús, si bien en la actualidad tienen fecha el segundo domingo de agosto.